# Holly Cook
Holly Cook-Tanner é uma ex-patinadora artística americana, que competiu no individual feminino. Ela conquistou uma medalha de bronze no Campeonato Mundial de 1990. Ela foi treinada por Kris Sherard. Atualmente ela é treinadora no South Davis Recreation Center em Bountiful, Utah. Cook é membro da Igreja de Jesus Cristo dos Santos dos Últimos Dias. Ela se formou na Viewmont High School em Bountiful, Utah, no ano de 1989.

## Principais resultados
| Resultados                                            | Resultados        | Resultados    | Resultados      | Resultados    | Resultados        | Resultados        | Resultados        | Resultados    | Resultados    | Resultados    | Resultados    | Resultados    |
| Internacional                                         | Internacional     | Internacional | Internacional   | Internacional | Internacional     | Internacional     | Internacional     | Internacional | Internacional | Internacional | Internacional | Internacional |
| Evento/Temporada                                      | 1984– 1985        | 1985– 1986    | 1986– 1987      | 1987– 1988    | 1988– 1989        | 1989– 1990        | 1990– 1991        |               |               |               |               |               |
| ----------------------------------------------------- | ----------------- | ------------- | --------------- | ------------- | ----------------- | ----------------- | ----------------- | ------------- | ------------- | ------------- | ------------- | ------------- |
| Campeonato Mundial                                    |                   |               |                 |               | Medalha de bronze |                   |                   |               |               |               |               |               |
| Grand Prix International de Paris                     |                   |               |                 |               |                   | Medalha de prata  |                   |               |               |               |               |               |
| Nebelhorn Trophy                                      |                   |               | Medalha de ouro |               |                   |                   |                   |               |               |               |               |               |
| NHK Trophy                                            |                   |               | 4.ª             |               |                   |                   |                   |               |               |               |               |               |
| Skate America                                         |                   |               |                 |               | 4.ª               |                   |                   |               |               |               |               |               |
| Skate Canada International                            |                   |               |                 |               |                   |                   | Medalha de bronze |               |               |               |               |               |
| Skate Electric                                        |                   |               |                 |               |                   |                   | Medalha de ouro   |               |               |               |               |               |
| Nacional                                              |                   |               |                 |               |                   |                   |                   |               |               |               |               |               |
| Campeonato dos Estados Unidos                         |                   |               | 6.ª             | 6.ª           | Medalha de peltre | Medalha de bronze | 6.ª               |               |               |               |               |               |
| Campeonato dos Estados Unidos – Júnior                | Medalha de bronze |               |                 |               |                   |                   |                   |               |               |               |               |               |
|                                                       |                   |               |                 |               |                   |                   |                   |               |               |               |               |               |
| Legenda: Competição não foi disputada nesta temporada |                   |               |                 |               |                   |                   |                   |               |               |               |               |               |